# 大山川
大山川（おおやまがわ）は、一級河川筑後川本流の上流部のうち、玖珠川との合流点より上流で、津江川と杖立川の合流点より下流の部分の通称である。

## 概要
筑後川の最上流は、大分県と熊本県にまたがる津江山系、阿蘇山に源を発しており、熊本県南小国町、小国町などを流れる津江川や杖立川などに分岐している。大分県日田市大山町（旧日田郡大山町）に入り津江川と杖立川が合流すると大山川と呼ばれるようになる。この合流点には松原ダムが造成されている。大山川はほぼ北流して、旧大山町から旧日田市に入る。そして玖珠川と合流すると三隈川と呼ばれ、福岡県に入ると筑後川と呼ばれるようになる。
かつては、より長い玖珠川が筑後川の本流とされていたが、現在は、より流域面積の広い大山川が本流とされている。大山川という名は、大山町を主流域とすることから名づけられたものである。
1952年に大山町は九州電力等に大山川の全水量使用を認め、1973年3月に本川に松原ダム、上流の津江川に下筌ダムが完成した後には実際に大山川堰（大山川ダム）から全水量が取水されて大山川からは水が消えた。その後、1983年9月に毎秒1.5tの放流が開始され、2002年3月からは夏季が3倍増の毎秒4.5t、冬季が1.8tとされたが、地元では毎秒10t以上の放流を求めている。2011年9月から毎秒10t以上の放流を2時間程度行うフラッシュ放流4回が試験的に行われた。同様のフラッシュ放流の試験は2015年、2016年にも実施され一定の効果があったために、2017年2月から放流量を年間平均で毎秒1t増やすことが決定されている。
大山川は体長30cmを超える巨鮎（尺鮎）が生息する川として知られてきた。現在は水量が減少し大物の鮎は少なくなったが、毎年9月中旬には日田市大山町を中心三隈川・大山川・玖珠川流域において「3匹1kgに挑戦しよう」をキャッチフレーズに日田市長杯 水郷ひた鮎釣り大会（旧大山川鮎釣り大会）が開催されている。

## 流域の自治体
- 大分県
  - 日田市

## 主な支流
- 杖立川
- 津江川

## 並行する交通

### 道路
- 国道212号
  - 道の駅水辺の郷おおやま